# 동그린란드 해류

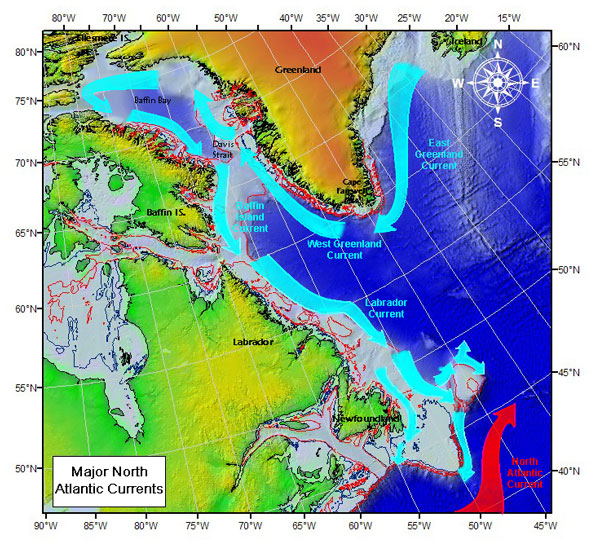

동그린란드 해류(East Greenland Current, EGC)는 프램 해협(~80N)에서 케이프 페어웰(~60N)까지 이어지는 한랭하고 염도가 낮은 해류이다. 해류는 그린란드 대륙 가장자리를 따라 그린란드 동부 해안에 위치해 있다. 해류는 북유럽해(그린란드해와 노르웨이해)와 덴마크 해협을 통과한다. 해류는 북극과 북대서양을 직접 연결하고, 북극 밖으로 해빙 수출의 주요 원인이며, 북극의 주요 담수 흡수원이기 때문에 매우 중요하다.

## 같이 보기
- 해류
- 래브라도 해류